# Enrico Barney
Enrico Barney, född 10 maj 1941, är en argentinsk friidrottare. Han deltog vid olympiska sommarspelen 1968.